# Эвез
Эвез (перс. اوز‎) — город на юге Ирана, в провинции Фарс. Административный центр шахрестана Эвез.
Специалист по истории и культуре Элама, в прошлом профессор Чикагского университета, Абдулмаджид Арфаи предположил, что топоним Эвез имеет общее происхождение с такими топонимами, как Ахваз, Хуз и Хузестан и восходит к древнеперсидскому Uvaja или Uvja.

## География и климат
Город находится в южной части Фарса, в горной местности юго-восточного Загроса, на высоте 986 метров над уровнем моря.
Эваз расположен на расстоянии приблизительно 245 километров к юго-востоку от Шираза, административного центра провинции и на расстоянии 910 километров к юго-юго-востоку (SSE) от Тегерана, столицы страны.
Климат города засушливый, с маленьким (200 мм) количеством выпадающих осадков в течение года. Среднегодовая температура составляет +22 °C, причём в летний период может достигать отметки в +40 °C и выше.
Ощутимое влияние на климат Эваза оказывает его долинное положение.

## Население
По данным переписи, на 2006 год население составляло 14 315 человек; в национальном составе преобладают персы (носители диалекта Эвази), в конфессиональном — мусульмане-сунниты.